# Palacio del Conde-Duque (Olivares)
El palacio del Conde-Duque de Olivares es un edificio situado en el municipio español de Olivares, en la provincia de Sevilla.

## Historia
El edificio, ubicado en la comarca andaluza del Aljarafe, en la provincia de Sevilla, es un importante inmueble de carácter residencial construido por la Casa de Olivares, cuyo miembro más relevante fue Gaspar de Guzmán y Pimentel, valido del rey Felipe IV y uno de los personajes más influyentes del Siglo de Oro español. Hoy es la sede del ayuntamiento del municipio y en sus dependencias se acogen distintas actividades culturales; entre otras, una exposición permanente de reproducciones artesanales de vestidos y trajes barrocos. Fue incluido en 1971 en la declaración del Conjunto Histórico Artístico de Olivares, junto con la plaza y la iglesia parroquial. Este conjunto tiene en la actualidad el estatus de Bien de Interés Cultural.

## Descripción
Construido en la primera mitad del siglo XVI, con algunas reformas posteriores, como residencia palaciega y centro administrativo del condado de Olivares, el palacio cuenta con una importante fachada renacentista y con un patio principal porticado con columnas de mármol de origen genovés. La fachada principal presenta cinco balcones con arcos mudéjares sobre columnas de mármol y está unida al conjunto de la plaza donde se ubica mediante dos arcos apuntados que dan paso a distintas calles. 